# فرانشيسكو تشاردينا
فرانشيسكو تشاردينا (بالإيطالية: Francesco Scardina)‏ (مواليد 11 ديسمبر 1981 في تورينو - إيطاليا) لاعب كرة قدم إيطالي يلعب حاليا لصالح نادي الدرجة الأولى كييفو فيرونا الإيطالي منذ 2008 في مركز قلب الدفاع كما يجيد اللعب في مركز الظهير الأيسر .

## روابط خارجية
- فرانشيسكو تشاردينا على موقع قاعدة بيانات كرة القدم.إي يو (الإنجليزية)
- فرانشيسكو تشاردينا على موقع Soccerway.com (الإنجليزية)
- فرانشيسكو تشاردينا على موقع عالم كرة القدم.نت (الإنجليزية)
- فرانشيسكو تشاردينا على موقع كووورة
- فرانشيسكو تشاردينا على موقع AS.com (الإسبانية)